# Škoda 52T
Škoda 52T (nazwa handlowa Škoda ForCity Plus Praha 52T) – typ tramwaju produkowanego przez Škoda Transportation dla praskiego systemu tramwajowego. Dostarczonych ma zostać 40 egzemplarzy z opcją zakupu kolejnych 160.

## Konstrukcja
Škoda 52T należy do serii ForCity Plus. Jest to jednokierunkowy, w pełni niskopodłogowy, pięcioczłonowy tramwaj przegubowy. Posiada pięcioro podwójnych drzwi umieszczonych w pierwszym, trzecim i piątym członie. Nadwozie opiera się na czterech wózkach, z których dwa są obrotowe (pod zewnętrznymi członami), a dwa częściowo obrotowe (pod drugim i czwartym członem). Wszystkie wózki są samobieżne i napędzane dwoma silnikami asynchronicznymi, z których każdy napędza jedną parę kół po jednej stronie wózka. Dzięki temu w porównaniu do innych modeli serii ForCity Plus wszystkie siedzenia są umieszczone na jednym poziomie.

## Dostawy
W związku z rozbudową sieci tramwajowej i odnową taboru, w listopadzie 2022 r. Dopravní podnik hl. M. Prahy ogłosił przetarg na dostawę maksymalnie 200 niskopodłogowych tramwajów jednokierunkowych. Pierwsza część dostawy ma nastąpić w 2025 roku. Zwycięzcę przetargu ogłoszono w listopadzie 2023 roku, została nim Škoda Transportation. Poza nią w finałowej części przetargu ofertę złożył jedynie Stadler Rail. 
Dostarczonych ma zostać 40 tramwajów o wartości 82,5 mln koron za jeden wagon. Pierwszych 20 tramwajów ma zostać dostarczonych między 1 stycznia a 2 grudnia 2025 r., a kolejnych 20 w 2026 r. Przy pełnym wykorzystaniu opcji na kolejne 160 pojazdów ostatni tramwaj powinien zostać dostarczony do Pragi w 2032 roku.